# バレーボール2016/17VチャレンジリーグII
バレーボール2016/17VチャレンジリーグII（バレーボール 2016/17 ブイチャレンジリーグ ツゥー）は、2016年11月5日から2017年2月26日まで行われたV・チャレンジリーグIIの大会である。今シーズンは準加盟チームが男女各1チームずつ増えて、男子8チーム、女子6チームで優勝を競った。男子は東京ヴェルディが優勝し、女子はトヨタ自動車ヴァルキューレが二年連続優勝を果たした。

## 概要

### 日程
- 男女ともに、2016年11月5日から2017年2月26日

### 試合方法
男女ともに3回戦総当たりのリーグ戦を行い、優勝チームを決定する。順位決定方法は昨年と同様で次の順に比較する。
1. 勝ち点（「3-2-1-0」方式による）
2. 勝率
3. セット率
4. 得点率

### 前年からの変更点
- 出場チーム数が各1ずつ増えて、男子8チーム、女子6チームとなった。これに伴い女子大会は4回戦総当たりから3回戦総当たりに変更された。
- 入替戦に出場できるチームが2となり、優勝及び準優勝チームがV・チャレンジリーグ入替戦 （V・チャレンジリーグI / V・チャレンジリーグII順位決定戦）に出場できる。ただし出場できるのは社員（正会員）また入社内定の準加盟チームに限られる[2]。

## 男子

### 参加チーム
| 前回順位 | チーム名                           | 備考                      |
| -------- | ---------------------------------- | ------------------------- |
| -        | 東京ヴェルディ                     | チャレンジリーグIから降格 |
| 2        | きんでんトリニティーブリッツ       |                           |
| 3        | 近畿クラブスフィーダ               |                           |
| 4        | 兵庫デルフィーノ                   |                           |
| 5        | 千葉ゼルバ                         | 準加盟チーム              |
| 6        | 奈良NBKドリーマーズ                | 準加盟チーム              |
| 7        | 東京トヨペット・グリーンスパークル |                           |
| -        | 長野GaRons                         | 準加盟チーム、新規参入    |

### 1Leg
赤字はホームチーム。

#### 11月5日
この日の試合はセントラル形式で行われた。
| #701 | 2016年11月5日 10:00 |                                  |                       |                                        |                                                              |
| #701 | 2016年11月5日 10:00 | 東京ヴェルディ （通算ポイント3） | 3 - 0 (25-20) (25-13) | 近畿クラブスフィーダ （通算ポイント0） | 須坂市市民体育館 観客数: 347人 主審: 中島俊昌 副審: 佐藤和彦 |
| #701 | 2016年11月5日 10:00 |                                  |                       |                                        | 須坂市市民体育館 観客数: 347人 主審: 中島俊昌 副審: 佐藤和彦 |

| #702 | 2016年11月5日 12:00 |                                    |                                               |                              |                                                            |
| #702 | 2016年11月5日 12:00 | 兵庫デルフィーノ （通算ポイント2） | 3 - 2 (19-25) (23-25) (25-14) (25-19) (15-13) | 千葉ゼルバ （通算ポイント1） | 須坂市市民体育館 観客数: 440人 主審: 木下智宏 副審: 林康彦 |
| #702 | 2016年11月5日 12:00 |                                    |                                               |                              | 須坂市市民体育館 観客数: 440人 主審: 木下智宏 副審: 林康彦 |

| #703 | 2016年11月5日 15:15 |                              |                                       |                                                |                                                              |
| #703 | 2016年11月5日 15:15 | 長野GaRons （通算ポイント0） | 1 - 3 (17-25) (21-25) (25-21) (23-25) | きんでんトリニティーブリッツ （通算ポイント3） | 須坂市市民体育館 観客数: 700人 主審: 赤川孝義 副審: 待井広光 |
| #703 | 2016年11月5日 15:15 |                              |                                       |                                                | 須坂市市民体育館 観客数: 700人 主審: 赤川孝義 副審: 待井広光 |

| #704 | 2016年11月5日 17:30 |                                       |                                       |                                                      |                                                              |
| #704 | 2016年11月5日 17:30 | 奈良NBKドリーマーズ （通算ポイント3） | 3 - 1 (18-25) (25-13) (25-17) (25-19) | 東京トヨペット・グリーンスパークル （通算ポイント0） | 須坂市市民体育館 観客数: 700人 主審: 山条康弘 副審: 小宮山瞳 |
| #704 | 2016年11月5日 17:30 |                                       |                                       |                                                      | 須坂市市民体育館 観客数: 700人 主審: 山条康弘 副審: 小宮山瞳 |

#### 11月6日
この日の試合はセントラル形式で行われた。
| #705 | 2016年11月6日 11:00 |                                        |                               |                              |                                                              |
| #705 | 2016年11月6日 11:00 | 近畿クラブスフィーダ （通算ポイント0） | 0 - 3 (21-25) (27-29) (15-25) | 千葉ゼルバ （通算ポイント4） | 須坂市市民体育館 観客数: 280人 主審: 山条康弘 副審: 佐藤和彦 |
| #705 | 2016年11月6日 11:00 |                                        |                               |                              | 須坂市市民体育館 観客数: 280人 主審: 山条康弘 副審: 佐藤和彦 |

| #706 | 2016年11月6日 13:00 |                                                |                                       |                                       |                                                              |
| #706 | 2016年11月6日 13:00 | きんでんトリニティーブリッツ （通算ポイント6） | 3 - 1 (25-17) (23-25) (25-14) (25-23) | 奈良NBKドリーマーズ （通算ポイント3） | 須坂市市民体育館 観客数: 410人 主審: 中島俊昌 副審: 待井広光 |
| #706 | 2016年11月6日 13:00 |                                                |                                       |                                       | 須坂市市民体育館 観客数: 410人 主審: 中島俊昌 副審: 待井広光 |

| #707 | 2016年11月6日 15:30 |                              |                       |                                                      |                                                            |
| #707 | 2016年11月6日 15:30 | 長野GaRons （通算ポイント3） | 3 - 0 (25-17) (25-15) | 東京トヨペット・グリーンスパークル （通算ポイント0） | 須坂市市民体育館 観客数: 720人 主審: 赤川孝義 副審: 林康彦 |
| #707 | 2016年11月6日 15:30 |                              |                       |                                                      | 須坂市市民体育館 観客数: 720人 主審: 赤川孝義 副審: 林康彦 |

#### 11月19日
日野大会は男子チャレンジリーグIと同時開催された。
| #708 | 2016年11月19日 11:00 |                                                |                       |                                    |                                                                         |
| #708 | 2016年11月19日 11:00 | きんでんトリニティーブリッツ （通算ポイント9） | 3 - 0 (27-25) (25-21) | 兵庫デルフィーノ （通算ポイント2） | 日野市市民の森ふれあいホール 観客数: 30人 主審: 関野智史 副審: 虎澤吉剛 |
| #708 | 2016年11月19日 11:00 |                                                |                       |                                    | 日野市市民の森ふれあいホール 観客数: 30人 主審: 関野智史 副審: 虎澤吉剛 |

| #709 | 2016年11月19日 13:05 |                                                      |                                       |                                        |                                                                         |
| #709 | 2016年11月19日 13:05 | 東京トヨペット・グリーンスパークル （通算ポイント0） | 1 - 3 (19-25) (25-23) (25-27) (13-25) | 近畿クラブスフィーダ （通算ポイント3） | 日野市市民の森ふれあいホール 観客数: 45人 主審: 伊藤薫 副審: 川久保敬規 |
| #709 | 2016年11月19日 13:05 |                                                      |                                       |                                        | 日野市市民の森ふれあいホール 観客数: 45人 主審: 伊藤薫 副審: 川久保敬規 |

| #710 | 2016年11月19日 13:00 |                              |                                               |                              |                                                                          |
| #710 | 2016年11月19日 13:00 | 千葉ゼルバ （通算ポイント5） | 2 - 3 (19-25) (21-25) (36-34) (25-23) (10-15) | 長野GaRons （通算ポイント5） | 奈良市西部生涯スポーツセンター 観客数: 150人 主審: 中口岳 副審: 上村英紀 |
| #710 | 2016年11月19日 13:00 |                              |                                               |                              | 奈良市西部生涯スポーツセンター 観客数: 150人 主審: 中口岳 副審: 上村英紀 |

| #711 | 2016年11月19日 15:46 |                                       |                               |                                  |                                                                        |
| #711 | 2016年11月19日 15:46 | 奈良NBKドリーマーズ （通算ポイント3） | 0 - 3 (23-25) (17-25) (21-25) | 東京ヴェルディ （通算ポイント6） | 奈良市西部生涯スポーツセンター 観客数: 200人 主審: 岡谷仁 副審: 岡田崇 |
| #711 | 2016年11月19日 15:46 |                                       |                               |                                  | 奈良市西部生涯スポーツセンター 観客数: 200人 主審: 岡谷仁 副審: 岡田崇 |

#### 11月20日
日野大会は男子チャレンジリーグIと同時開催された。
| #712 | 2016年11月20日 11:00 |                                        |                                               |                                    |                                                                        |
| #712 | 2016年11月20日 11:00 | 近畿クラブスフィーダ （通算ポイント5） | 3 - 2 (25-23) (25-15) (16-25) (28-30) (15-13) | 兵庫デルフィーノ （通算ポイント3） | 日野市市民の森ふれあいホール 観客数: 130人 主審: 仲博史 副審: 江藤幸恵 |
| #712 | 2016年11月20日 11:00 |                                        |                                               |                                    | 日野市市民の森ふれあいホール 観客数: 130人 主審: 仲博史 副審: 江藤幸恵 |

| #713 | 2016年11月20日 13:45 |                                                      |                               |                                                 |                                                                         |
| #713 | 2016年11月20日 13:45 | 東京トヨペット・グリーンスパークル （通算ポイント0） | 0 - 3 (18-25) (15-25) (12-25) | きんでんトリニティーブリッツ （通算ポイント12） | 日野市市民の森ふれあいホール 観客数: 33人 主審: 伊藤薫 副審: 有村公美子 |
| #713 | 2016年11月20日 13:45 |                                                      |                               |                                                 | 日野市市民の森ふれあいホール 観客数: 33人 主審: 伊藤薫 副審: 有村公美子 |

| #714 | 2016年11月20日 12:00 |                                  |                               |                              |                                                                            |
| #714 | 2016年11月20日 12:00 | 東京ヴェルディ （通算ポイント9） | 3 - 0 (25-23) (25-18) (25-16) | 千葉ゼルバ （通算ポイント5） | 奈良市西部生涯スポーツセンター 観客数: 120人 主審: 植村秀紀 副審: 宮田裕記 |
| #714 | 2016年11月20日 12:00 |                                  |                               |                              | 奈良市西部生涯スポーツセンター 観客数: 120人 主審: 植村秀紀 副審: 宮田裕記 |

| #715 | 2016年11月20日 14:00 |                                       |                                               |                              |                                                                        |
| #715 | 2016年11月20日 14:00 | 奈良NBKドリーマーズ （通算ポイント4） | 2 - 3 (25-23) (21-25) (22-25) (25-21) (12-15) | 長野GaRons （通算ポイント7） | 奈良市西部生涯スポーツセンター 観客数: 160人 主審: 岡谷仁 副審: 中口岳 |
| #715 | 2016年11月20日 14:00 |                                       |                                               |                              | 奈良市西部生涯スポーツセンター 観客数: 160人 主審: 岡谷仁 副審: 中口岳 |

#### 12月3日
この日の試合はセントラル形式、コート2面同時進行で行われた。
| #716 | 2016年12月3日 13:00 |                                                 |                                               |                              |                                                                |
| #716 | 2016年12月3日 13:00 | きんでんトリニティーブリッツ （通算ポイント14） | 3 - 2 (21-25) (26-24) (20-25) (25-14) (15-13) | 千葉ゼルバ （通算ポイント6） | 明石市立中央体育館 観客数: 300人 主審: 髙濵祐介 副審: 松上麻美 |
| #716 | 2016年12月3日 13:00 |                                                 |                                               |                              | 明石市立中央体育館 観客数: 300人 主審: 髙濵祐介 副審: 松上麻美 |

| #717 | 2016年12月3日 15:42 |                                       |                               |                                      |                                                                |
| #717 | 2016年12月3日 15:42 | 近畿クラブスフィーダ （通算ポイント） | 3 - 0 (25-20) (25-19) (25-14) | 奈良NBKドリーマーズ （通算ポイント） | 明石市立中央体育館 観客数: 100人 主審: 長堂篤史 副審: 沼田浩二 |
| #717 | 2016年12月3日 15:42 |                                       |                               |                                      | 明石市立中央体育館 観客数: 100人 主審: 長堂篤史 副審: 沼田浩二 |

| #718 | 2016年12月3日 13:00 |                                    |                                              |                              |                                                   |
| #718 | 2016年12月3日 13:00 | 兵庫デルフィーノ （通算ポイント4） | 2 - 3 (25-21) (15-25) (25-21) (23-25) (8-15) | 長野GaRons （通算ポイント9） | 明石市立中央体育館 観客数: 300人 主審: 橋本賀津郎 |
| #718 | 2016年12月3日 13:00 |                                    |                                              |                              | 明石市立中央体育館 観客数: 300人 主審: 橋本賀津郎 |

| #719 | 2016年12月3日 15:40 |                                   |                       |                                                      |                                                                |
| #719 | 2016年12月3日 15:40 | 東京ヴェルディ （通算ポイント12） | 3 - 0 (25-16) (25-18) | 東京トヨペット・グリーンスパークル （通算ポイント0） | 明石市立中央体育館 観客数: 100人 主審: 竹見聖司 副審: 木村圭介 |
| #719 | 2016年12月3日 15:40 |                                   |                       |                                                      | 明石市立中央体育館 観客数: 100人 主審: 竹見聖司 副審: 木村圭介 |

#### 12月4日
この日の試合はセントラル形式、コート2面同時進行で行われた。
| #720 | 2016年12月4日 12:00 |                                                 |                                       |                                        |                                                                |
| #720 | 2016年12月4日 12:00 | きんでんトリニティーブリッツ （通算ポイント17） | 3 - 1 (25-22) (23-25) (27-25) (25-18) | 近畿クラブスフィーダ （通算ポイント8） | 明石市立中央体育館 観客数: 400人 主審: 竹見聖司 副審: 前田恭宏 |
| #720 | 2016年12月4日 12:00 |                                                 |                                       |                                        | 明石市立中央体育館 観客数: 400人 主審: 竹見聖司 副審: 前田恭宏 |

| #721 | 2016年12月4日 14:30 |                              |                                               |                                       |                                                                |
| #721 | 2016年12月4日 14:30 | 千葉ゼルバ （通算ポイント8） | 3 - 2 (26-24) (19-25) (14-25) (29-27) (19-17) | 奈良NBKドリーマーズ （通算ポイント5） | 明石市立中央体育館 観客数: 200人 主審: 高濱祐介 副審: 木村圭介 |
| #721 | 2016年12月4日 14:30 |                              |                                               |                                       | 明石市立中央体育館 観客数: 200人 主審: 高濱祐介 副審: 木村圭介 |

| #722 | 2016年12月4日 12:00 |                                    |                               |                                                      |                                                                  |
| #722 | 2016年12月4日 12:00 | 兵庫デルフィーノ （通算ポイント7） | 3 - 0 (25-18) (25-16) (25-17) | 東京トヨペット・グリーンスパークル （通算ポイント0） | 明石市立中央体育館 観客数: 400人 主審: 橋本賀津郎 副審: 松上麻美 |
| #722 | 2016年12月4日 12:00 |                                    |                               |                                                      | 明石市立中央体育館 観客数: 400人 主審: 橋本賀津郎 副審: 松上麻美 |

| #723 | 2016年12月4日 14:00 |                                   |                               |                              |                                                                |
| #723 | 2016年12月4日 14:00 | 東京ヴェルディ （通算ポイント15） | 3 - 0 (25-22) (25-21) (25-19) | 長野GaRons （通算ポイント9） | 明石市立中央体育館 観客数: 200人 主審: 長堂篤史 副審: 沼田浩二 |
| #723 | 2016年12月4日 14:00 |                                   |                               |                              | 明石市立中央体育館 観客数: 200人 主審: 長堂篤史 副審: 沼田浩二 |

#### 12月10日
| #724 | 2016年12月10日 13:00 |                                         |                                               |                               |                                                          |
| #724 | 2016年12月10日 13:00 | 近畿クラブスフィーダ （通算ポイント10） | 3 - 2 (25-23) (25-15) (20-25) (23-25) (15-10) | 長野GaRons （通算ポイント10） | 上板橋体育館 観客数: 130人 主審: 細井啓太 副審: 及川千春 |
| #724 | 2016年12月10日 13:00 |                                         |                                               |                               | 上板橋体育館 観客数: 130人 主審: 細井啓太 副審: 及川千春 |

| #725 | 2016年12月10日 15:35 |                                                      |                                       |                               |                                                          |
| #725 | 2016年12月10日 15:35 | 東京トヨペット・グリーンスパークル （通算ポイント0） | 1 - 3 (16-25) (13-25) (25-23) (19-25) | 千葉ゼルバ （通算ポイント11） | 上板橋体育館 観客数: 130人 主審: 早坂行博 副審: 饗庭和恵 |
| #725 | 2016年12月10日 15:35 |                                                      |                                       |                               | 上板橋体育館 観客数: 130人 主審: 早坂行博 副審: 饗庭和恵 |

| #726 | 2016年12月10日 13:00 |                                    |                                               |                                       |                                                                      |
| #726 | 2016年12月10日 13:00 | 兵庫デルフィーノ （通算ポイント9） | 3 - 2 (15-25) (25-21) (25-19) (18-25) (16-14) | 奈良NBKドリーマーズ （通算ポイント6） | 桜井市芝運動公園総合体育館 観客数: 150人 主審: 中口岳 副審: 宮田裕記 |
| #726 | 2016年12月10日 13:00 |                                    |                                               |                                       | 桜井市芝運動公園総合体育館 観客数: 150人 主審: 中口岳 副審: 宮田裕記 |

| #727 | 2016年12月10日 15:40 |                                                 |                                       |                                   |                                                                          |
| #727 | 2016年12月10日 15:40 | きんでんトリニティーブリッツ （通算ポイント17） | 1 - 3 (26-24) (21-25) (22-25) (23-25) | 東京ヴェルディ （通算ポイント18） | 桜井市芝運動公園総合体育館 観客数: 220人 主審: 上土谷政高 副審: 上村英紀 |
| #727 | 2016年12月10日 15:40 |                                                 |                                       |                                   | 桜井市芝運動公園総合体育館 観客数: 220人 主審: 上土谷政高 副審: 上村英紀 |

#### 12月11日
| #728 | 2016年12月11日 12:00 |                                         |                               |                               |                                                          |
| #728 | 2016年12月11日 12:00 | 近畿クラブスフィーダ （通算ポイント13） | 3 - 0 (26-24) (25-21) (25-16) | 千葉ゼルバ （通算ポイント11） | 上板橋体育館 観客数: 150人 主審: 関野智史 副審: 水間絵美 |
| #728 | 2016年12月11日 12:00 |                                         |                               |                               | 上板橋体育館 観客数: 150人 主審: 関野智史 副審: 水間絵美 |

| #729 | 2016年12月11日 14:00 |                                                      |                              |                               |                                                            |
| #729 | 2016年12月11日 14:00 | 東京トヨペット・グリーンスパークル （通算ポイント0） | 0 - 3 (9-25) (15-25) (17-25) | 長野GaRons （通算ポイント13） | 上板橋体育館 観客数: 140人 主審: 早坂行博 副審: 森山真理子 |
| #729 | 2016年12月11日 14:00 |                                                      |                              |                               | 上板橋体育館 観客数: 140人 主審: 早坂行博 副審: 森山真理子 |

| #730 | 2016年12月11日 12:00 |                                   |                                       |                                    |                                                                      |
| #730 | 2016年12月11日 12:00 | 東京ヴェルディ （通算ポイント21） | 3 - 1 (24-26) (25-16) (25-21) (25-16) | 兵庫デルフィーノ （通算ポイント9） | 桜井市芝運動公園総合体育館 観客数: 510人 主審: 宮田裕記 副審: 岡田崇 |
| #730 | 2016年12月11日 12:00 |                                   |                                       |                                    | 桜井市芝運動公園総合体育館 観客数: 510人 主審: 宮田裕記 副審: 岡田崇 |

| #731 | 2016年12月11日 14:20 |                                                 |                               |                                       |                                                                          |
| #731 | 2016年12月11日 14:20 | きんでんトリニティーブリッツ （通算ポイント20） | 3 - 0 (25-20) (25-15) (25-16) | 奈良NBKドリーマーズ （通算ポイント6） | 桜井市芝運動公園総合体育館 観客数: 180人 主審: 上土谷政高 副審: 竹川貴之 |
| #731 | 2016年12月11日 14:20 |                                                 |                               |                                       | 桜井市芝運動公園総合体育館 観客数: 180人 主審: 上土谷政高 副審: 竹川貴之 |

### 2Leg
赤字はホームチーム。

#### 1月8日
| #732 | 2017年1月8日 12:00 |                                         |                                               |                                   |                                                              |
| #732 | 2017年1月8日 12:00 | 近畿クラブスフィーダ （通算ポイント15） | 3 - 2 (25-14) (25-23) (20-25) (22-25) (15-10) | 東京ヴェルディ （通算ポイント22） | 近畿大学記念会館 観客数: 500人 主審: 浅見靖人 副審: 岩井好恵 |
| #732 | 2017年1月8日 12:00 |                                         |                                               |                                   | 近畿大学記念会館 観客数: 500人 主審: 浅見靖人 副審: 岩井好恵 |

| #733 | 2017年1月8日 14:30 |                                       |                       |                                                      |                                                            |
| #733 | 2017年1月8日 14:30 | 奈良NBKドリーマーズ （通算ポイント9） | 3 - 0 (25-17) (25-13) | 東京トヨペット・グリーンスパークル （通算ポイント0） | 近畿大学記念会館 観客数: 300人 主審: 沢田元 副審: 佐伯昌昭 |
| #733 | 2017年1月8日 14:30 |                                       |                       |                                                      | 近畿大学記念会館 観客数: 300人 主審: 沢田元 副審: 佐伯昌昭 |

#### 1月9日
| #734 | 2017年1月9日 12:00 |                                         |                               |                                                      |                                                            |
| #734 | 2017年1月9日 12:00 | 近畿クラブスフィーダ （通算ポイント18） | 3 - 0 (25-20) (27-25) (25-23) | 東京トヨペット・グリーンスパークル （通算ポイント0） | 近畿大学記念会館 観客数: 350人 主審: 浅見靖人 副審: 沢田元 |
| #734 | 2017年1月9日 12:00 |                                         |                               |                                                      | 近畿大学記念会館 観客数: 350人 主審: 浅見靖人 副審: 沢田元 |

| #735 | 2017年1月9日 14:00 |                                   |                               |                                       |                                                              |
| #735 | 2017年1月9日 14:00 | 東京ヴェルディ （通算ポイント25） | 3 - 0 (25-19) (25-20) (25-16) | 奈良NBKドリーマーズ （通算ポイント9） | 近畿大学記念会館 観客数: 600人 主審: 佐伯昌昭 副審: 岩井好恵 |
| #735 | 2017年1月9日 14:00 |                                   |                               |                                       | 近畿大学記念会館 観客数: 600人 主審: 佐伯昌昭 副審: 岩井好恵 |

#### 1月14日
この日の試合はプレミアリーグ男子と同時開催で行われた。
| #736 | 2017年1月14日 16:00 |                                   |                                               |                                     |                                                                                                |
| #736 | 2017年1月14日 16:00 | 東京ヴェルディ （通算ポイント27） | 3 - 2 (23-25) (18-25) (25-22) (25-19) (19-17) | 兵庫デルフィーノ （通算ポイント10） | 小牧市スポーツ公園総合体育館（パークアリーナ小牧） 観客数: 385人 主審: 黒田伸浩 副審: 竹川美穂 |
| #736 | 2017年1月14日 16:00 |                                   |                                               |                                     | 小牧市スポーツ公園総合体育館（パークアリーナ小牧） 観客数: 385人 主審: 黒田伸浩 副審: 竹川美穂 |

#### 1月15日
刈谷大会の試合はプレミアリーグ男子と同時開催で行われた。
| #737 | 2017年1月15日 11:00 |                                     |                                               |                               |                                                                                      |
| #737 | 2017年1月15日 11:00 | 兵庫デルフィーノ （通算ポイント12） | 3 - 2 (24-26) (25-19) (23-25) (25-17) (15-11) | 千葉ゼルバ （通算ポイント12） | 刈谷市総合体育館（ウィングアリーナ刈谷） 観客数: 156人 主審: 重岡紀彦 副審: 黒田伸浩 |
| #737 | 2017年1月15日 11:00 |                                     |                                               |                               | 刈谷市総合体育館（ウィングアリーナ刈谷） 観客数: 156人 主審: 重岡紀彦 副審: 黒田伸浩 |

枚方大会の試合はプレミアリーグ男子と同時開催で行われた。
| #737 | 2017年1月15日 10:00 |                                                 |                                       |                               |                                                              |
| #737 | 2017年1月15日 10:00 | きんでんトリニティーブリッツ （通算ポイント23） | 3 - 1 (25-17) (17-25) (25-15) (25-22) | 長野GaRons （通算ポイント13） | パナソニックアリーナ 観客数: 350人 主審: 岡田崇 副審: 沢田元 |
| #737 | 2017年1月15日 10:00 |                                                 |                                       |                               | パナソニックアリーナ 観客数: 350人 主審: 岡田崇 副審: 沢田元 |

#### 1月21日
| #739 | 2017年1月21日 13:00 |                                                 |                               |                                                      |                                                           |
| #739 | 2017年1月21日 13:00 | きんでんトリニティーブリッツ （通算ポイント26） | 3 - 0 (25-19) (25-20) (25-16) | 東京トヨペット・グリーンスパークル （通算ポイント0） | JFE体育館 観客数: 150人 主審: 小笠原孝文 副審: 赤鳥健太郎 |
| #739 | 2017年1月21日 13:00 |                                                 |                               |                                                      | JFE体育館 観客数: 150人 主審: 小笠原孝文 副審: 赤鳥健太郎 |

| #740 | 2017年1月21日 15:00 |                               |                                       |                                   |                                                       |
| #740 | 2017年1月21日 15:00 | 千葉ゼルバ （通算ポイント12） | 1 - 3 (21-25) (20-25) (25-19) (16-25) | 東京ヴェルディ （通算ポイント30） | JFE体育館 観客数: 300人 主審: 早坂行博 副審: 藤原信一 |
| #740 | 2017年1月21日 15:00 |                               |                                       |                                   | JFE体育館 観客数: 300人 主審: 早坂行博 副審: 藤原信一 |

| #741 | 2017年1月21日 13:00 |                                         |                       |                                     |                                                                          |
| #741 | 2017年1月21日 13:00 | 近畿クラブスフィーダ （通算ポイント21） | 3 - 0 (25-18) (25-15) | 兵庫デルフィーノ （通算ポイント12） | 奈良市西部生涯スポーツセンター 観客数: 120人 主審: 中口岳 副審: 上村英紀 |
| #741 | 2017年1月21日 13:00 |                                         |                       |                                     | 奈良市西部生涯スポーツセンター 観客数: 120人 主審: 中口岳 副審: 上村英紀 |

| #742 | 2017年1月21日 15:00 |                                       |                                       |                               |                                                                                |
| #742 | 2017年1月21日 15:00 | 奈良NBKドリーマーズ （通算ポイント9） | 1 - 3 (17-25) (25-19) (17-25) (22-25) | 長野GaRons （通算ポイント16） | 奈良市西部生涯スポーツセンター 観客数: 180人 主審: 上土谷政高 副審: 宇都宮弘和 |
| #742 | 2017年1月21日 15:00 |                                       |                                       |                               | 奈良市西部生涯スポーツセンター 観客数: 180人 主審: 上土谷政高 副審: 宇都宮弘和 |

#### 1月22日
| #743 | 2017年1月22日 12:00 |                                   |                               |                                                      |                                                           |
| #743 | 2017年1月22日 12:00 | 東京ヴェルディ （通算ポイント33） | 3 - 0 (25-15) (25-19) (25-21) | 東京トヨペット・グリーンスパークル （通算ポイント0） | JFE体育館 観客数: 150人 主審: 赤鳥健太郎 副審: 小田川倫之 |
| #743 | 2017年1月22日 12:00 |                                   |                               |                                                      | JFE体育館 観客数: 150人 主審: 赤鳥健太郎 副審: 小田川倫之 |

| #744 | 2017年1月22日 14:00 |                               |                       |                                                 |                                                         |
| #744 | 2017年1月22日 14:00 | 千葉ゼルバ （通算ポイント12） | 0 - 3 (14-25) (19-25) | きんでんトリニティーブリッツ （通算ポイント29） | JFE体育館 観客数: 300人 主審: 早坂行博 副審: 小笠原孝文 |
| #744 | 2017年1月22日 14:00 |                               |                       |                                                 | JFE体育館 観客数: 300人 主審: 早坂行博 副審: 小笠原孝文 |

| #745 | 2017年1月22日 12:00 |                                     |                               |                               |                                                                        |
| #745 | 2017年1月22日 12:00 | 兵庫デルフィーノ （通算ポイント12） | 0 - 3 (20-25) (22-25) (19-25) | 長野GaRons （通算ポイント19） | 奈良市西部生涯スポーツセンター 観客数: 180人 主審: 中口岳 副審: 岡田崇 |
| #745 | 2017年1月22日 12:00 |                                     |                               |                               | 奈良市西部生涯スポーツセンター 観客数: 180人 主審: 中口岳 副審: 岡田崇 |

| #746 | 2017年1月22日 14:25 |                                       |                       |                                         |                                                                            |
| #746 | 2017年1月22日 14:25 | 奈良NBKドリーマーズ （通算ポイント9） | 0 - 3 (16-25) (22-25) | 近畿クラブスフィーダ （通算ポイント24） | 奈良市西部生涯スポーツセンター 観客数: 300人 主審: 上土屋政高 副審: 澤賢治 |
| #746 | 2017年1月22日 14:25 |                                       |                       |                                         | 奈良市西部生涯スポーツセンター 観客数: 300人 主審: 上土屋政高 副審: 澤賢治 |

#### 1月28日
| #747 | 2017年1月28日 13:00 |                             |                       |                                      |                                                                              |
| #747 | 2017年1月28日 13:00 | 千葉ゼルバ （通算ポイント） | 0 - 3 (21-25) (22-25) | 奈良NBKドリーマーズ （通算ポイント） | 猪名川町文化体育館（イナホール） 観客数: 200人 主審: 長堂篤史 副審: 木村圭介 |
| #747 | 2017年1月28日 13:00 |                             |                       |                                      | 猪名川町文化体育館（イナホール） 観客数: 200人 主審: 長堂篤史 副審: 木村圭介 |

| #748 | 2017年1月28日 15:00 |                                     |                                               |                                                      |                                                                              |
| #748 | 2017年1月28日 15:00 | 兵庫デルフィーノ （通算ポイント14） | 3 - 2 (25-23) (23-25) (30-32) (25-21) (27-25) | 東京トヨペット・グリーンスパークル （通算ポイント1） | 猪名川町文化体育館（イナホール） 観客数: 280人 主審: 飯田一明 副審: 中山博幸 |
| #748 | 2017年1月28日 15:00 |                                     |                                               |                                                      | 猪名川町文化体育館（イナホール） 観客数: 280人 主審: 飯田一明 副審: 中山博幸 |

| #749 | 2017年1月28日 13:00 |                                   |                               |                               |                                                                |
| #749 | 2017年1月28日 13:00 | 東京ヴェルディ （通算ポイント36） | 3 - 0 (25-19) (26-24) (25-16) | 長野GaRons （通算ポイント19） | 和歌山県立体育館 観客数: 250人 主審: 上土谷政高 副審: 丸山健一 |
| #749 | 2017年1月28日 13:00 |                                   |                               |                               | 和歌山県立体育館 観客数: 250人 主審: 上土谷政高 副審: 丸山健一 |

| #750 | 2017年1月28日 15:10 |                                         |                               |                                                 |                                                            |
| #750 | 2017年1月28日 15:10 | 近畿クラブスフィーダ （通算ポイント24） | 0 - 3 (20-25) (18-25) (25-27) | きんでんトリニティーブリッツ （通算ポイント32） | 和歌山県立体育館 観客数: 200人 主審: 岡田崇 副審: 藤木博文 |
| #750 | 2017年1月28日 15:10 |                                         |                               |                                                 | 和歌山県立体育館 観客数: 200人 主審: 岡田崇 副審: 藤木博文 |

#### 1月29日
| #751 | 2017年1月29日 12:00 |                               |                                       |                                                      |                                                                              |
| #751 | 2017年1月29日 12:00 | 千葉ゼルバ （通算ポイント15） | 3 - 1 (25-21) (25-20) (24-26) (25-17) | 東京トヨペット・グリーンスパークル （通算ポイント1） | 猪名川町文化体育館（イナホール） 観客数: 100人 主審: 長堂篤史 副審: 中山博幸 |
| #751 | 2017年1月29日 12:00 |                               |                                       |                                                      | 猪名川町文化体育館（イナホール） 観客数: 100人 主審: 長堂篤史 副審: 中山博幸 |

| #752 | 2017年1月29日 14:15 |                                     |                               |                                        |                                                                              |
| #752 | 2017年1月29日 14:15 | 兵庫デルフィーノ （通算ポイント14） | 1 - 3 (23-25) (25-19) (23-25) | 奈良NBKドリーマーズ （通算ポイント15） | 猪名川町文化体育館（イナホール） 観客数: 200人 主審: 飯田一明 副審: 竹見聖司 |
| #752 | 2017年1月29日 14:15 |                                     |                               |                                        | 猪名川町文化体育館（イナホール） 観客数: 200人 主審: 飯田一明 副審: 竹見聖司 |

| #753 | 2017年1月29日 12:00 |                                   |                               |                                                 |                                                                |
| #753 | 2017年1月29日 12:00 | 東京ヴェルディ （通算ポイント36） | 0 - 3 (21-25) (16-25) (15-25) | きんでんトリニティーブリッツ （通算ポイント35） | 和歌山県立体育館 観客数: 250人 主審: 上土谷政高 副審: 藤木博文 |
| #753 | 2017年1月29日 12:00 |                                   |                               |                                                 | 和歌山県立体育館 観客数: 250人 主審: 上土谷政高 副審: 藤木博文 |

| #754 | 2017年1月29日 14:10 |                                         |                                       |                               |                                                          |
| #754 | 2017年1月29日 14:10 | 近畿クラブスフィーダ （通算ポイント27） | 3 - 1 (25-22) (25-20) (25-27) (25-19) | 長野GaRons （通算ポイント19） | 和歌山県立体育館 観客数: 170人 主審: 岡田崇 副審: 新川薫 |
| #754 | 2017年1月29日 14:10 |                                         |                                       |                               | 和歌山県立体育館 観客数: 170人 主審: 岡田崇 副審: 新川薫 |

#### 2月4日
この日の試合はセントラル形式、チャレンジリーグIと同時開催、コート2面の同時進行で行われた。
| #755 | 2017年2月4日 11:00 |                                                 |                               |                                     |                                                                          |
| #755 | 2017年2月4日 11:00 | きんでんトリニティーブリッツ （通算ポイント51） | 3 - 0 (25-22) (25-20) (25-19) | 兵庫デルフィーノ （通算ポイント22） | 猪名川町文化体育館（イナホール） 観客数: 202人 主審: 仲博史 副審: 平泉淳 |
| #755 | 2017年2月4日 11:00 |                                                 |                               |                                     | 猪名川町文化体育館（イナホール） 観客数: 202人 主審: 仲博史 副審: 平泉淳 |

| #756 | 2017年2月4日 13:00 |                               |                               |                               |                                                                             |
| #756 | 2017年2月4日 13:00 | 千葉ゼルバ （通算ポイント28） | 3 - 0 (25-17) (25-16) (25-18) | 長野GaRons （通算ポイント29） | 猪名川町文化体育館（イナホール） 観客数: 82人 主審: 細井啓太 副審: 勝又禎蔵 |
| #756 | 2017年2月4日 13:00 |                               |                               |                               | 猪名川町文化体育館（イナホール） 観客数: 82人 主審: 細井啓太 副審: 勝又禎蔵 |

| #757 | 2017年2月4日 15:00 |                                   |                                       |                                        |                                                              |
| #757 | 2017年2月4日 15:00 | 東京ヴェルディ （通算ポイント54） | 3 - 1 (25-23) (21-25) (25-12) (25-22) | 奈良NBKドリーマーズ （通算ポイント20） | 和歌山県立体育館 観客数: 175人 主審: 伊藤薫 副審: 有村公美子 |
| #757 | 2017年2月4日 15:00 |                                   |                                       |                                        | 和歌山県立体育館 観客数: 175人 主審: 伊藤薫 副審: 有村公美子 |

| #758 | 2017年2月4日 15:40 |                                         |                               |                                                      |                                                                |
| #758 | 2017年2月4日 15:40 | 近畿クラブスフィーダ （通算ポイント30） | 3 - 0 (30-28) (25-14) (25-21) | 東京トヨペット・グリーンスパークル （通算ポイント1） | 稲城市総合体育館 観客数: 240人 主審: 杉村友雄 副審: 川久保敬規 |
| #758 | 2017年2月4日 15:40 |                                         |                               |                                                      | 稲城市総合体育館 観客数: 240人 主審: 杉村友雄 副審: 川久保敬規 |

### 3Leg
赤字はホームチーム。

#### 2月5日
この日の試合はセントラル形式、チャレンジリーグIと同時開催、コート2面の同時進行で行われた。
| #759 | 2017年2月5日 11:00 |                                                 |                               |                                        |                                                                            |
| #759 | 2017年2月5日 11:00 | きんでんトリニティーブリッツ （通算ポイント38） | 3 - 0 (25-23) (25-18) (25-19) | 奈良NBKドリーマーズ （通算ポイント15） | 猪名川町文化体育館（イナホール） 観客数: 103人 主審: 勝又禎蔵 副審: 仲博史 |
| #759 | 2017年2月5日 11:00 |                                                 |                               |                                        | 猪名川町文化体育館（イナホール） 観客数: 103人 主審: 勝又禎蔵 副審: 仲博史 |

| #760 | 2017年2月5日 13:00 |                                         |                               |                               |                                                                               |
| #760 | 2017年2月5日 13:00 | 近畿クラブスフィーダ （通算ポイント33） | 3 - 0 (25-17) (25-22) (25-21) | 長野GaRons （通算ポイント19） | 猪名川町文化体育館（イナホール） 観客数: 80人 主審: 関野智史 副審: 有村公美子 |
| #760 | 2017年2月5日 13:00 |                                         |                               |                               | 猪名川町文化体育館（イナホール） 観客数: 80人 主審: 関野智史 副審: 有村公美子 |

| #761 | 2017年2月5日 15:00 |                                   |                                       |                                     |                                                              |
| #761 | 2017年2月5日 15:00 | 東京ヴェルディ （通算ポイント39） | 3 - 1 (25-21) (25-20) (17-25) (25-21) | 兵庫デルフィーノ （通算ポイント14） | 和歌山県立体育館 観客数: 150人 主審: 杉村友雄 副審: 細井啓太 |
| #761 | 2017年2月5日 15:00 |                                   |                                       |                                     | 和歌山県立体育館 観客数: 150人 主審: 杉村友雄 副審: 細井啓太 |

| #762 | 2017年2月5日 15:40 |                               |                       |                                                      |                                                           |
| #762 | 2017年2月5日 15:40 | 千葉ゼルバ （通算ポイント18） | 3 - 0 (25-18) (25-23) | 東京トヨペット・グリーンスパークル （通算ポイント1） | 稲城市総合体育館 観客数: 53人 主審: 伊藤薫 副審: 虎澤吉剛 |
| #762 | 2017年2月5日 15:40 |                               |                       |                                                      | 稲城市総合体育館 観客数: 53人 主審: 伊藤薫 副審: 虎澤吉剛 |

#### 2月11日
| #763 | 2017年2月11日 11:00 |                                        |                                       |                                                      |                                                            |
| #763 | 2017年2月11日 11:00 | 奈良NBKドリーマーズ （通算ポイント18） | 3 - 1 (25-16) (20-25) (25-19) (29-27) | 東京トヨペット・グリーンスパークル （通算ポイント1） | 須坂市市民体育館 観客数: 180人 主審: 北原良太 副審: 林康彦 |
| #763 | 2017年2月11日 11:00 |                                        |                                       |                                                      | 須坂市市民体育館 観客数: 180人 主審: 北原良太 副審: 林康彦 |

| #764 | 2017年2月11日 13:25 |                                                 |                                               |                                     |                                                              |
| #764 | 2017年2月11日 13:25 | きんでんトリニティーブリッツ （通算ポイント40） | 3 - 2 (25-18) (18-25) (25-22) (19-25) (20-18) | 兵庫デルフィーノ （通算ポイント15） | 須坂市市民体育館 観客数: 310人 主審: 木下智宏 副審: 待井広光 |
| #764 | 2017年2月11日 13:25 |                                                 |                                               |                                     | 須坂市市民体育館 観客数: 310人 主審: 木下智宏 副審: 待井広光 |

| #765 | 2017年2月11日 16:15 |                               |                               |                               |                                                            |
| #765 | 2017年2月11日 16:15 | 長野GaRons （通算ポイント22） | 3 - 0 (25-17) (25-19) (26-24) | 千葉ゼルバ （通算ポイント18） | 須坂市市民体育館 観客数: 420人 主審: 大下孝 副審: 佐藤和彦 |
| #765 | 2017年2月11日 16:15 |                               |                               |                               | 須坂市市民体育館 観客数: 420人 主審: 大下孝 副審: 佐藤和彦 |

#### 2月12日
| #766 | 2017年2月12日 11:00 |                                   |                                       |                               |                                                              |
| #766 | 2017年2月12日 11:00 | 東京ヴェルディ （通算ポイント42） | 3 - 1 (25-23) (25-21) (23-25) (25-19) | 千葉ゼルバ （通算ポイント18） | 須坂市市民体育館 観客数: 275人 主審: 木下智宏 副審: 佐藤和彦 |
| #766 | 2017年2月12日 11:00 |                                   |                                       |                               | 須坂市市民体育館 観客数: 275人 主審: 木下智宏 副審: 佐藤和彦 |

| #767 | 2017年2月12日 13:20 |                                                 |                               |                                         |                                                              |
| #767 | 2017年2月12日 13:20 | きんでんトリニティーブリッツ （通算ポイント43） | 3 - 0 (25-23) (25-13) (25-23) | 近畿クラブスフィーダ （通算ポイント33） | 須坂市市民体育館 観客数: 420人 主審: 待井広光 副審: 北原良太 |
| #767 | 2017年2月12日 13:20 |                                                 |                               |                                         | 須坂市市民体育館 観客数: 420人 主審: 待井広光 副審: 北原良太 |

| #768 | 2017年2月12日 15:25 |                               |                                               |                                     |                                                          |
| #768 | 2017年2月12日 15:25 | 長野GaRons （通算ポイント24） | 3 - 2 (21-25) (25-23) (21-25) (25-23) (15-12) | 兵庫デルフィーノ （通算ポイント16） | 須坂市市民体育館 観客数: 560人 主審: 大下孝 副審: 林康彦 |
| #768 | 2017年2月12日 15:25 |                               |                                               |                                     | 須坂市市民体育館 観客数: 560人 主審: 大下孝 副審: 林康彦 |

#### 2月18日
この日の試合はセントラル形式、コート2面同時進行で行われた。
| #769 | 2017年2月18日 13:00 |                                     |                                       |                                        |                                                              |
| #769 | 2017年2月18日 13:00 | 兵庫デルフィーノ （通算ポイント19） | 3 - 1 (25-20) (23-25) (25-13) (25-22) | 奈良NBKドリーマーズ （通算ポイント18） | 立川市泉市民体育館 観客数: 115人 主審: 平泉淳 副審: 勝又禎蔵 |
| #769 | 2017年2月18日 13:00 |                                     |                                       |                                        | 立川市泉市民体育館 観客数: 115人 主審: 平泉淳 副審: 勝又禎蔵 |

| #770 | 2017年2月18日 15:15 |                                         |                                       |                               |                                                                |
| #770 | 2017年2月18日 15:15 | 近畿クラブスフィーダ （通算ポイント33） | 1 - 3 (25-22) (22-25) (21-25) (23-25) | 千葉ゼルバ （通算ポイント21） | 立川市泉市民体育館 観客数: 178人 主審: 関野智史 副審: 虎澤吉剛 |
| #770 | 2017年2月18日 15:15 |                                         |                                       |                               | 立川市泉市民体育館 観客数: 178人 主審: 関野智史 副審: 虎澤吉剛 |

| #771 | 2017年2月18日 13:00 |                                                      |                                       |                               |                                                              |
| #771 | 2017年2月18日 13:00 | 東京トヨペット・グリーンスパークル （通算ポイント1） | 1 - 3 (25-21) (22-25) (21-25) (19-25) | 長野GaRons （通算ポイント27） | 立川市泉市民体育館 観客数: 115人 主審: 伊藤薫 副審: 江藤幸恵 |
| #771 | 2017年2月18日 13:00 |                                                      |                                       |                               | 立川市泉市民体育館 観客数: 115人 主審: 伊藤薫 副審: 江藤幸恵 |

| #772 | 2017年2月18日 15:15 |                                   |                                       |                             |                                                                  |
| #772 | 2017年2月18日 15:15 | 東京ヴェルディ （通算ポイント45） | 3 - 1 (17-25) (25-19) (25-22) (25-19) | きんでん （通算ポイント43） | 立川市泉市民体育館 観客数: 178人 主審: 杉村友雄 副審: 有村公美子 |
| #772 | 2017年2月18日 15:15 |                                   |                                       |                             | 立川市泉市民体育館 観客数: 178人 主審: 杉村友雄 副審: 有村公美子 |

#### 2月19日
この日の試合はセントラル形式、コート2面同時進行で行われた。
| #773 | 2017年2月19日 12:00 |                                     |                               |                               |                                                                |
| #773 | 2017年2月19日 12:00 | 兵庫デルフィーノ （通算ポイント19） | 0 - 3 (31-33) (19-25) (23-25) | 千葉ゼルバ （通算ポイント24） | 立川市泉市民体育館 観客数: 125人 主審: 仲博史 副審: 川久保敬規 |
| #773 | 2017年2月19日 12:00 |                                     |                               |                               | 立川市泉市民体育館 観客数: 125人 主審: 仲博史 副審: 川久保敬規 |

| #774 | 2017年2月19日 14:00 |                                         |                                              |                                        |                                                                |
| #774 | 2017年2月19日 14:00 | 近畿クラブスフィーダ （通算ポイント35） | 3 - 2 (22-25) (17-25) (25-21) (25-22) (15-4) | 奈良NBKドリーマーズ （通算ポイント19） | 立川市泉市民体育館 観客数: 205人 主審: 勝又禎蔵 副審: 関野智史 |
| #774 | 2017年2月19日 14:00 |                                         |                                              |                                        | 立川市泉市民体育館 観客数: 205人 主審: 勝又禎蔵 副審: 関野智史 |

| #775 | 2017年2月19日 12:00 |                                                 |                               |                                                      |                                                                |
| #775 | 2017年2月19日 12:00 | きんでんトリニティーブリッツ （通算ポイント46） | 3 - 0 (25-21) (25-20) (25-22) | 東京トヨペット・グリーンスパークル （通算ポイント1） | 立川市泉市民体育館 観客数: 125人 主審: 杉村友雄 副審: 江藤幸恵 |
| #775 | 2017年2月19日 12:00 |                                                 |                               |                                                      | 立川市泉市民体育館 観客数: 125人 主審: 杉村友雄 副審: 江藤幸恵 |

| #776 | 2017年2月19日 14:00 |                                   |                               |                               |                                                                |
| #776 | 2017年2月19日 14:00 | 東京ヴェルディ （通算ポイント48） | 3 - 1 (25-22) (23-25) (25-23) | 長野GaRons （通算ポイント27） | 立川市泉市民体育館 観客数: 205人 主審: 伊藤薫 副審: 有村公美子 |
| #776 | 2017年2月19日 14:00 |                                   |                               |                               | 立川市泉市民体育館 観客数: 205人 主審: 伊藤薫 副審: 有村公美子 |

#### 2月25日
| #777 | 2017年2月25日 13:00 |                                        |                                               |                               |                                                         |
| #777 | 2017年2月25日 13:00 | 奈良NBKドリーマーズ （通算ポイント20） | 2 - 3 (19-25) (25-23) (25-19) (19-25) (13-15) | 長野GaRons （通算ポイント29） | JFE体育館 観客数: 150人 主審: 赤鳥健太郎 副審: 山内大右 |
| #777 | 2017年2月25日 13:00 |                                        |                                               |                               | JFE体育館 観客数: 150人 主審: 赤鳥健太郎 副審: 山内大右 |

| #778 | 2017年2月25日 15:45 |                               |                                               |                                                 |                                                         |
| #778 | 2017年2月25日 15:45 | 千葉ゼルバ （通算ポイント25） | 2 - 3 (25-17) (20-25) (25-16) (18-25) (12-15) | きんでんトリニティーブリッツ （通算ポイント48） | JFE体育館 観客数: 300人 主審: 赤川孝義 副審: 小田川倫之 |
| #778 | 2017年2月25日 15:45 |                               |                                               |                                                 | JFE体育館 観客数: 300人 主審: 赤川孝義 副審: 小田川倫之 |

西尾大会の試合は、女子チャレンジリーグIIと同時開催。
| #779 | 2017年2月25日 16:00 |                                     |                                       |                                                      |                                                             |
| #779 | 2017年2月25日 16:00 | 兵庫デルフィーノ （通算ポイント22） | 3 - 1 (24-26) (25-21) (25-15) (25-12) | 東京トヨペット・グリーンスパークル （通算ポイント1） | 西尾市総合体育館 観客数: 80人 主審: 小林隆行 副審: 重岡紀彦 |
| #779 | 2017年2月25日 16:00 |                                     |                                       |                                                      | 西尾市総合体育館 観客数: 80人 主審: 小林隆行 副審: 重岡紀彦 |

大阪大会の試合は、女子チャレンジリーグIIと同時開催。
| #780 | 2017年2月25日 15:30 |                                   |                               |                                         |                                                        |
| #780 | 2017年2月25日 15:30 | 東京ヴェルディ （通算ポイント51） | 3 - 0 (25-23) (25-17) (25-20) | 近畿クラブスフィーダ （通算ポイント35） | 舞洲アリーナ 観客数: 150人 主審: 柘植知則 副審: 沢田元 |
| #780 | 2017年2月25日 15:30 |                                   |                               |                                         | 舞洲アリーナ 観客数: 150人 主審: 柘植知則 副審: 沢田元 |

#### 2月26日
| #781 | 2017年2月26日 12:00 |                                                 |                                               |                               |                                                       |
| #781 | 2017年2月26日 12:00 | きんでんトリニティーブリッツ （通算ポイント49） | 2 - 3 (25-19) (23-25) (25-14) (23-25) (13-15) | 長野GaRons （通算ポイント31） | JFE体育館 観客数: 150人 主審: 山内大右 副審: 伊藤崇裕 |
| #781 | 2017年2月26日 12:00 |                                                 |                                               |                               | JFE体育館 観客数: 150人 主審: 山内大右 副審: 伊藤崇裕 |

| #782 | 2017年2月26日 14:55 |                               |                                       |                                        |                                                       |
| #782 | 2017年2月26日 14:55 | 千葉ゼルバ （通算ポイント28） | 3 - 1 (25-19) (23-25) (25-22) (25-20) | 奈良NBKドリーマーズ （通算ポイント20） | JFE体育館 観客数: 300人 主審: 赤川孝義 副審: 藤原信一 |
| #782 | 2017年2月26日 14:55 |                               |                                       |                                        | JFE体育館 観客数: 300人 主審: 赤川孝義 副審: 藤原信一 |

西尾大会の試合は、女子チャレンジリーグIIと同時開催。
| #783 | 2017年2月26日 14:30 |                                   |                               |                                                      |                                                             |
| #783 | 2017年2月26日 14:30 | 東京ヴェルディ （通算ポイント54） | 3 - 1 (25-15) (19-25) (25-21) | 東京トヨペット・グリーンスパークル （通算ポイント1） | 西尾市総合体育館 観客数: 95人 主審: 竹川美穂 副審: 小林隆行 |
| #783 | 2017年2月26日 14:30 |                                   |                               |                                                      | 西尾市総合体育館 観客数: 95人 主審: 竹川美穂 副審: 小林隆行 |

大阪大会の試合は、女子チャレンジリーグIIと同時開催。
| #784 | 2017年2月26日 14:30 |                                         |                                       |                                     |                                                        |
| #784 | 2017年2月26日 14:30 | 近畿クラブスフィーダ （通算ポイント37） | 3 - 2 (27-29) (20-25) (25-21) (16-14) | 兵庫デルフィーノ （通算ポイント23） | 舞洲アリーナ 観客数: 400人 主審: 柘植知則 副審: 沢田元 |
| #784 | 2017年2月26日 14:30 |                                         |                                       |                                     | 舞洲アリーナ 観客数: 400人 主審: 柘植知則 副審: 沢田元 |

### 最終結果
| 順位   | チーム名                           | 試合数 | 勝点 | 勝数 | 敗数 | 勝率  | 得セット | 失セット | セット率 | 備考                        |
| ------ | ---------------------------------- | ------ | ---- | ---- | ---- | ----- | -------- | -------- | -------- | --------------------------- |
| 優勝   | 東京ヴェルディ                     | 21     | 57   | 19   | 2    | 0.905 | 59       | 17       | 3.471    | V・チャレンジリーグ入替戦へ |
| 準優勝 | きんでんトリニティーブリッツ       | 21     | 52   | 18   | 3    | 0.857 | 58       | 19       | 3.053    | V・チャレンジリーグ入替戦へ |
| 3      | 近畿クラブスフィーダ               | 21     | 37   | 14   | 7    | 0.667 | 44       | 33       | 1.333    |                             |
| 4      | 長野GaRons                         | 21     | 31   | 12   | 9    | 0.571 | 42       | 42       | 1.024    |                             |
| 5      | 千葉ゼルバ                         | 21     | 31   | 9    | 12   | 0.429 | 39       | 42       | 0.929    |                             |
| 6      | 兵庫デルフィーノ                   | 21     | 23   | 7    | 14   | 0.333 | 36       | 52       | 0.692    |                             |
| 7      | 奈良NBKドリーマーズ                | 21     | 20   | 5    | 16   | 0.238 | 30       | 51       | 0.588    |                             |
| 8      | 東京トヨペット・グリーンスパークル | 21     | 1    | 0    | 21   | 0.000 | 10       | 63       | 0.159    |                             |

### 個人賞
| No. | 賞名             | 受賞者     | 所属チーム     | 備考                |
| --- | ---------------- | ---------- | -------------- | ------------------- |
| 1   | 最高殊勲選手賞   | 倉田真     | 東京ヴェルディ |                     |
| 2   | 敢闘賞           | 毛利光生   | きんでん       |                     |
| 3   | 最優秀新人賞     | 藤井啓太   | 長野GaRons     |                     |
| 4   | 得点王           | 野口將秀   | 奈良NBK        | 総得点=367点        |
| 4   | 得点王           | 藤井啓太   | 長野GaRons     | 総得点=367点        |
| 5   | スパイク賞       | 塩大地     | きんでん       | 決定率=54.9%        |
| 6   | ブロック賞       | 塩大地     | きんでん       | 決定本数=0.77本/set |
| 7   | サーブ賞         | 森田有智夢 | きんでん       | 効果率=18.4%        |
| 8   | サーブレシーブ賞 | 小林慎平   | 東京ヴェルディ | 成功率=72.9%        |

### V・チャレンジリーグ入替戦
チャレンジリーグIの7・8位チームとチャレンジリーグIIの1・2位チームの入替戦（V・チャレンジリーグ入替戦）については、V・チャレンジリーグ入替戦を参照のこと。

## 女子

### 参加チーム
| 前回順位 | チーム名                                     | 備考                     |
| -------- | -------------------------------------------- | ------------------------ |
| 1        | トヨタ自動車ヴァルキューレ                   |                          |
| 2        | ブレス浜松                                   | 準加盟チーム（入社内定） |
| 3        | GSS東京サンビームズ                          |                          |
| 4        | 群馬銀行グリーンウイングス                   | 準加盟チーム             |
| 5        | プレステージ・インターナショナルアランマーレ | 準加盟チーム             |
| -        | 大阪スーペリアーズ                           | 準加盟チーム、新規参入   |

### 1Leg
赤字はホームチーム。

#### 11月5日
| #801 | 2016年11月5日 13:00 |                              |                               |                                              |                                                              |
| #801 | 2016年11月5日 13:00 | ブレス浜松 （通算ポイント3） | 3 - 0 (27-25) (25-16) (25-17) | 群馬銀行グリーンウイングス （通算ポイント0） | 浜北総合体育館 観客数: 1,068人 主審: 内藤聡美 副審: 笠原瑞恵 |
| #801 | 2016年11月5日 13:00 |                              |                               |                                              | 浜北総合体育館 観客数: 1,068人 主審: 内藤聡美 副審: 笠原瑞恵 |

| #802 | 2016年11月5日 15:00 |                                       |                       |                                      |                                                                |
| #802 | 2016年11月5日 15:00 | GSS東京サンビームズ （通算ポイント3） | 3 - 0 (25-19) (25-20) | 大阪スーペリアーズ （通算ポイント0） | 浜北総合体育館 観客数: 1,114人 主審: 増岡三佳子 副審: 八木珠希 |
| #802 | 2016年11月5日 15:00 |                                       |                       |                                      | 浜北総合体育館 観客数: 1,114人 主審: 増岡三佳子 副審: 八木珠希 |

#### 11月6日
| #803 | 2016年11月6日 12:00 |                                              |                               |                                      |                                             |
| #803 | 2016年11月6日 12:00 | トヨタ自動車ヴァルキューレ （通算ポイント3） | 3 - 0 (25-13) (25-22) (25-18) | 大阪スーペリアーズ （通算ポイント0） | 浜北総合体育館 観客数: 617人 主審: 佐藤拓男 |
| #803 | 2016年11月6日 12:00 |                                              |                               |                                      | 浜北総合体育館 観客数: 617人 主審: 佐藤拓男 |

| #804 | 2016年11月6日 14:10 |                              |                                       |                                                                |                                                                |
| #804 | 2016年11月6日 14:10 | ブレス浜松 （通算ポイント6） | 3 - 1 (25-17) (19-25) (25-23) (25-16) | プレステージ・インターナショナルアランマーレ （通算ポイント0） | 浜北総合体育館 観客数: 1,316人 主審: 内藤聡美 副審: 増岡三佳子 |
| #804 | 2016年11月6日 14:10 |                              |                                       |                                                                | 浜北総合体育館 観客数: 1,316人 主審: 内藤聡美 副審: 増岡三佳子 |

#### 11月19日
| #805 | 2016年11月19日 13:00 |                                              |                                       |                                      |                                                                  |
| #805 | 2016年11月19日 13:00 | 群馬銀行グリーンウイングス （通算ポイント3） | 3 - 0 (25-20) (10-25) (25-22) (29-27) | 大阪スーペリアーズ （通算ポイント0） | 酒田市国体記念体育館 観客数: 400人 主審: 桑原健輔 副審: 伊藤岳人 |
| #805 | 2016年11月19日 13:00 |                                              |                                       |                                      | 酒田市国体記念体育館 観客数: 400人 主審: 桑原健輔 副審: 伊藤岳人 |

| #806 | 2016年11月19日 15:30 |                                                                |                                       |                                       |                                                                  |
| #806 | 2016年11月19日 15:30 | プレステージ・インターナショナルアランマーレ （通算ポイント0） | 1 - 3 (16-25) (25-23) (19-25) (20-25) | GSS東京サンビームズ （通算ポイント6） | 酒田市国体記念体育館 観客数: 710人 主審: 津嶋由香 副審: 斎藤隆介 |
| #806 | 2016年11月19日 15:30 |                                                                |                                       |                                       | 酒田市国体記念体育館 観客数: 710人 主審: 津嶋由香 副審: 斎藤隆介 |

#### 11月20日
| #807 | 2016年11月20日 12:00 |                              |                                       |                                       |                                                                  |
| #807 | 2016年11月20日 12:00 | ブレス浜松 （通算ポイント9） | 3 - 1 (27-25) (25-20) (22-25) (25-21) | GSS東京サンビームズ （通算ポイント6） | 酒田市国体記念体育館 観客数: 520人 主審: 桑原健輔 副審: 桑原健輔 |
| #807 | 2016年11月20日 12:00 |                              |                                       |                                       | 酒田市国体記念体育館 観客数: 520人 主審: 桑原健輔 副審: 桑原健輔 |

| #808 | 2016年11月20日 14:45 |                                                                |                               |                                              |                                                                  |
| #808 | 2016年11月20日 14:45 | プレステージ・インターナショナルアランマーレ （通算ポイント0） | 0 - 3 (19-25) (21-25) (23-25) | トヨタ自動車ヴァルキューレ （通算ポイント6） | 酒田市国体記念体育館 観客数: 880人 主審: 津嶋由香 副審: 伊藤岳人 |
| #808 | 2016年11月20日 14:45 |                                                                |                               |                                              | 酒田市国体記念体育館 観客数: 880人 主審: 津嶋由香 副審: 伊藤岳人 |

#### 11月26日
| #809 | 2016年11月26日 13:00 |                                              |                               |                                       |                                                              |
| #809 | 2016年11月26日 13:00 | トヨタ自動車ヴァルキューレ （通算ポイント9） | 3 - 0 (25-21) (25-19) (25-20) | GSS東京サンビームズ （通算ポイント6） | 伊勢崎市民体育館 観客数: 472人 主審: 脇坂克伸 副審: 狩野賢治 |
| #809 | 2016年11月26日 13:00 |                                              |                               |                                       | 伊勢崎市民体育館 観客数: 472人 主審: 脇坂克伸 副審: 狩野賢治 |

| #810 | 2016年11月26日 15:06 |                                              |                               |                                                                |                                                                |
| #810 | 2016年11月26日 15:06 | 群馬銀行グリーンウイングス （通算ポイント3） | 0 - 3 (13-25) (23-25) (17-25) | プレステージ・インターナショナルアランマーレ （通算ポイント3） | 伊勢崎市民体育館 観客数: 1,346人 主審: 水間絵美 副審: 福本丈啓 |
| #810 | 2016年11月26日 15:06 |                                              |                               |                                                                | 伊勢崎市民体育館 観客数: 1,346人 主審: 水間絵美 副審: 福本丈啓 |

#### 11月27日
| #811 | 2016年11月27日 12:00 |                                               |                                       |                              |                                                              |
| #811 | 2016年11月27日 12:00 | トヨタ自動車ヴァルキューレ （通算ポイント12） | 3 - 1 (22-25) (25-16) (25-20) (27-25) | ブレス浜松 （通算ポイント9） | 伊勢崎市民体育館 観客数: 491人 主審: 脇坂克伸 副審: 高橋美子 |
| #811 | 2016年11月27日 12:00 |                                               |                                       |                              | 伊勢崎市民体育館 観客数: 491人 主審: 脇坂克伸 副審: 高橋美子 |

| #812 | 2016年11月27日 14:30 |                                              |                                       |                                       |                                                              |
| #812 | 2016年11月27日 14:30 | 群馬銀行グリーンウイングス （通算ポイント6） | 3 - 1 (25-18) (26-28) (25-21) (25-19) | GSS東京サンビームズ （通算ポイント6） | 伊勢崎市民体育館 観客数: 930人 主審: 中島俊昌 副審: 関根良太 |
| #812 | 2016年11月27日 14:30 |                                              |                                       |                                       | 伊勢崎市民体育館 観客数: 930人 主審: 中島俊昌 副審: 関根良太 |

#### 12月10日
| #813 | 2016年12月10日 13:00 |                                               |                               |                                              |                                                              |
| #813 | 2016年12月10日 13:00 | トヨタ自動車ヴァルキューレ （通算ポイント15） | 3 - 0 (26-24) (25-17) (25-22) | 群馬銀行グリーンウイングス （通算ポイント6） | 引佐総合体育館 観客数: 415人 主審: 増岡三佳子 副審: 笠原隆博 |
| #813 | 2016年12月10日 13:00 |                                               |                               |                                              | 引佐総合体育館 観客数: 415人 主審: 増岡三佳子 副審: 笠原隆博 |

| #814 | 2016年12月10日 15:10 |                               |                                               |                                      |                                                            |
| #814 | 2016年12月10日 15:10 | ブレス浜松 （通算ポイント11） | 3 - 2 (19-25) (25-15) (25-17) (23-25) (15-10) | 大阪スーペリアーズ （通算ポイント1） | 引佐総合体育館 観客数: 700人 主審: 柘植知則 副審: 片井伴浩 |
| #814 | 2016年12月10日 15:10 |                               |                                               |                                      | 引佐総合体育館 観客数: 700人 主審: 柘植知則 副審: 片井伴浩 |

#### 12月11日
| #815 | 2016年12月11日 12:00 |                                                                |                                       |                                      |                                                              |
| #815 | 2016年12月11日 12:00 | プレステージ・インターナショナルアランマーレ （通算ポイント6） | 3 - 1 (22-25) (25-17) (25-20) (25-18) | 大阪スーペリアーズ （通算ポイント1） | 引佐総合体育館 観客数: 500人 主審: 熊谷充浩 副審: 増岡三佳子 |
| #815 | 2016年12月11日 12:00 |                                                                |                                       |                                      | 引佐総合体育館 観客数: 500人 主審: 熊谷充浩 副審: 増岡三佳子 |

| #816 | 2016年12月11日 14:25 |                               |                                       |                                       |                                                            |
| #816 | 2016年12月11日 14:25 | ブレス浜松 （通算ポイント14） | 3 - 1 (27-29) (25-19) (25-23) (26-24) | GSS東京サンビームズ （通算ポイント6） | 引佐総合体育館 観客数: 700人 主審: 柘植知則 副審: 佐藤拓男 |
| #816 | 2016年12月11日 14:25 |                               |                                       |                                       | 引佐総合体育館 観客数: 700人 主審: 柘植知則 副審: 佐藤拓男 |

### 2Leg
赤字はホームチーム。

#### 1月14日
| #817 | 2017年1月14日 13:00 |                                       |                               |                                              |                                                                  |
| #817 | 2017年1月14日 13:00 | GSS東京サンビームズ （通算ポイント6） | 0 - 3 (22-25) (13-25) (24-26) | 群馬銀行グリーンウイングス （通算ポイント9） | 酒田市国体記念体育館 観客数: 330人 主審: 桑原健輔 副審: 斎藤隆介 |
| #817 | 2017年1月14日 13:00 |                                       |                               |                                              | 酒田市国体記念体育館 観客数: 330人 主審: 桑原健輔 副審: 斎藤隆介 |

| #818 | 2017年1月14日 15:10 |                                                                |                                               |                               |                                                                  |
| #818 | 2017年1月14日 15:10 | プレステージ・インターナショナルアランマーレ （通算ポイント8） | 3 - 2 (25-16) (25-27) (25-13) (16-25) (17-15) | ブレス浜松 （通算ポイント15） | 酒田市国体記念体育館 観客数: 700人 主審: 杉村友雄 副審: 伊藤岳人 |
| #818 | 2017年1月14日 15:10 |                                                                |                                               |                               | 酒田市国体記念体育館 観客数: 700人 主審: 杉村友雄 副審: 伊藤岳人 |

#### 1月15日
| #819 | 2017年1月15日 12:00 |                                               |                                       |                               |                                                                  |
| #819 | 2017年1月15日 12:00 | トヨタ自動車ヴァルキューレ （通算ポイント18） | 3 - 1 (25-20) (21-25) (25-21) (25-23) | ブレス浜松 （通算ポイント15） | 酒田市国体記念体育館 観客数: 360人 主審: 桑原健輔 副審: 伊藤岳人 |
| #819 | 2017年1月15日 12:00 |                                               |                                       |                               | 酒田市国体記念体育館 観客数: 360人 主審: 桑原健輔 副審: 伊藤岳人 |

| #820 | 2017年1月15日 15:30 |                                                                 |                                       |                                      |                                                                  |
| #820 | 2017年1月15日 15:30 | プレステージ・インターナショナルアランマーレ （通算ポイント11） | 3 - 1 (25-23) (25-19) (21-25) (25-16) | 大阪スーペリアーズ （通算ポイント1） | 酒田市国体記念体育館 観客数: 853人 主審: 杉村友雄 副審: 斎藤隆介 |
| #820 | 2017年1月15日 15:30 |                                                                 |                                       |                                      | 酒田市国体記念体育館 観客数: 853人 主審: 杉村友雄 副審: 斎藤隆介 |

#### 1月21日
| #821 | 2017年1月21日 13:00 |                                               |                                               |                                                                 |                                                                                              |
| #821 | 2017年1月21日 13:00 | トヨタ自動車ヴァルキューレ （通算ポイント20） | 3 - 2 (25-22) (21-25) (23-25) (25-20) (20-18) | プレステージ・インターナショナルアランマーレ （通算ポイント12） | 箕面市総合体育館（第一総合運動場・スカイアリーナ） 観客数: 350人 主審: 沢田元 副審: 川合加織 |
| #821 | 2017年1月21日 13:00 |                                               |                                               |                                                                 | 箕面市総合体育館（第一総合運動場・スカイアリーナ） 観客数: 350人 主審: 沢田元 副審: 川合加織 |

| #822 | 2017年1月21日 15:45 |                                      |                                       |                                       |                                                                                                  |
| #822 | 2017年1月21日 15:45 | 大阪スーペリアーズ （通算ポイント1） | 1 - 3 (25-20) (22-25) (16-25) (19-25) | GSS東京サンビームズ （通算ポイント9） | 箕面市総合体育館（第一総合運動場・スカイアリーナ） 観客数: 500人 主審: 内藤聡美 副審: 西村嘉那子 |
| #822 | 2017年1月21日 15:45 |                                      |                                       |                                       | 箕面市総合体育館（第一総合運動場・スカイアリーナ） 観客数: 500人 主審: 内藤聡美 副審: 西村嘉那子 |

#### 1月22日
| #823 | 2017年1月22日 12:00 |                                       |                               |                                                                 |                                                                                                |
| #823 | 2017年1月22日 12:00 | GSS東京サンビームズ （通算ポイント9） | 0 - 3 (18-25) (19-25) (23-25) | プレステージ・インターナショナルアランマーレ （通算ポイント15） | 箕面市総合体育館（第一総合運動場・スカイアリーナ） 観客数: 250人 主審: 岩井好恵 副審: 渡邉恵美 |
| #823 | 2017年1月22日 12:00 |                                       |                               |                                                                 | 箕面市総合体育館（第一総合運動場・スカイアリーナ） 観客数: 250人 主審: 岩井好恵 副審: 渡邉恵美 |

| #824 | 2017年1月22日 14:00 |                                      |                               |                                               |                                                                                                |
| #824 | 2017年1月22日 14:00 | 大阪スーペリアーズ （通算ポイント1） | 0 - 3 (15-25) (13-25) (18-25) | 群馬銀行グリーンウイングス （通算ポイント12） | 箕面市総合体育館（第一総合運動場・スカイアリーナ） 観客数: 350人 主審: 内藤聡美 副審: 山尾未来 |
| #824 | 2017年1月22日 14:00 |                                      |                               |                                               | 箕面市総合体育館（第一総合運動場・スカイアリーナ） 観客数: 350人 主審: 内藤聡美 副審: 山尾未来 |

#### 1月28日
| #825 | 2017年1月28日 13:00 |                                               |                                       |                                                                 |                                                              |
| #825 | 2017年1月28日 13:00 | 群馬銀行グリーンウイングス （通算ポイント15） | 3 - 1 (25-21) (23-25) (25-23) (25-22) | プレステージ・インターナショナルアランマーレ （通算ポイント15） | 碧南市臨海体育館 観客数: 375人 主審: 重岡紀彦 副審: 小林隆行 |
| #825 | 2017年1月28日 13:00 |                                               |                                       |                                                                 | 碧南市臨海体育館 観客数: 375人 主審: 重岡紀彦 副審: 小林隆行 |

| #826 | 2017年1月28日 15:40 |                                               |                                              |                                        |                                                                |
| #826 | 2017年1月28日 15:40 | トヨタ自動車ヴァルキューレ （通算ポイント22） | 3 - 2 (22-25) (25-23) (22-25) (25-15) (15-7) | GSS東京サンビームズ （通算ポイント10） | 碧南市臨海体育館 観客数: 615人 主審: 増岡三佳子 副審: 竹川美穂 |
| #826 | 2017年1月28日 15:40 |                                               |                                              |                                        | 碧南市臨海体育館 観客数: 615人 主審: 増岡三佳子 副審: 竹川美穂 |

#### 1月29日
| #827 | 2017年1月29日 12:00 |                               |                       |                                      |                                                              |
| #827 | 2017年1月29日 12:00 | ブレス浜松 （通算ポイント18） | 3 - 0 (25-19) (26-24) | 大阪スーペリアーズ （通算ポイント1） | 碧南市臨海体育館 観客数: 405人 主審: 竹川美穂 副審: 重岡紀彦 |
| #827 | 2017年1月29日 12:00 |                               |                       |                                      | 碧南市臨海体育館 観客数: 405人 主審: 竹川美穂 副審: 重岡紀彦 |

| #828 | 2017年1月29日 14:00 |                                               |                                       |                                               |                                                                |
| #828 | 2017年1月29日 14:00 | トヨタ自動車ヴァルキューレ （通算ポイント27） | 3 - 1 (25-19) (25-22) (16-25) (25-17) | 群馬銀行グリーンウイングス （通算ポイント15） | 碧南市臨海体育館 観客数: 655人 主審: 増岡三佳子 副審: 小林隆行 |
| #828 | 2017年1月29日 14:00 |                                               |                                       |                                               | 碧南市臨海体育館 観客数: 655人 主審: 増岡三佳子 副審: 小林隆行 |

#### 2月4日
| #829 | 2017年2月4日 13:00 |                                               |                               |                                      |                                                                  |
| #829 | 2017年2月4日 13:00 | トヨタ自動車ヴァルキューレ （通算ポイント28） | 3 - 0 (25-19) (25-14) (25-20) | 大阪スーペリアーズ （通算ポイント1） | ヤマト市民体育館前橋 観客数: 375人 主審: 関根良太 副審: 石井亮嗣 |
| #829 | 2017年2月4日 13:00 |                                               |                               |                                      | ヤマト市民体育館前橋 観客数: 375人 主審: 関根良太 副審: 石井亮嗣 |

| #830 | 2017年2月4日 15:00 |                                               |                                       |                               |                                                                  |
| #830 | 2017年2月4日 15:00 | 群馬銀行グリーンウイングス （通算ポイント18） | 3 - 1 (25-21) (25-22) (23-25) (25-19) | ブレス浜松 （通算ポイント18） | ヤマト市民体育館前橋 観客数: 990人 主審: 慈眼雅啓 副審: 山本貴彦 |
| #830 | 2017年2月4日 15:00 |                                               |                                       |                               | ヤマト市民体育館前橋 観客数: 990人 主審: 慈眼雅啓 副審: 山本貴彦 |

### 3Leg
赤字はホームチーム。

#### 2月5日
| #831 | 2017年2月5日 12:00 |                               |                                       |                                        |                                                                    |
| #831 | 2017年2月5日 12:00 | ブレス浜松 （通算ポイント21） | 3 - 1 (25-20) (23-25) (26-24) (25-17) | GSS東京サンビームズ （通算ポイント10） | ヤマト市民体育館前橋 観客数: 395人 主審: 井野口智洋 副審: 狩野賢治 |
| #831 | 2017年2月5日 12:00 |                               |                                       |                                        | ヤマト市民体育館前橋 観客数: 395人 主審: 井野口智洋 副審: 狩野賢治 |

| #832 | 2017年2月5日 14:40 |                                               |                               |                                               |                                                                  |
| #832 | 2017年2月5日 14:40 | 群馬銀行グリーンウイングス （通算ポイント21） | 3 - 0 (25-20) (25-15) (30-28) | トヨタ自動車ヴァルキューレ （通算ポイント28） | ヤマト市民体育館前橋 観客数: 813人 主審: 慈眼雅啓 副審: 脇坂克伸 |
| #832 | 2017年2月5日 14:40 |                                               |                               |                                               | ヤマト市民体育館前橋 観客数: 813人 主審: 慈眼雅啓 副審: 脇坂克伸 |

#### 2月11日
| #833 | 2017年2月11日 11:00 |                               |                                       |                                                                 |                                                                      |
| #833 | 2017年2月11日 11:00 | ブレス浜松 （通算ポイント21） | 1 - 3 (24-26) (17-25) (28-26) (20-25) | プレステージ・インターナショナルアランマーレ （通算ポイント18） | 江戸川スポーツセンター 観客数: 720人 主審: 及川千春 副審: 森山真理子 |
| #833 | 2017年2月11日 11:00 |                               |                                       |                                                                 | 江戸川スポーツセンター 観客数: 720人 主審: 及川千春 副審: 森山真理子 |

| #834 | 2017年2月11日 13:35 |                                               |                               |                                      |                                                                  |
| #834 | 2017年2月11日 13:35 | トヨタ自動車ヴァルキューレ （通算ポイント31） | 3 - 0 (25-19) (27-25) (25-15) | 大阪スーペリアーズ （通算ポイント1） | 江戸川スポーツセンター 観客数: 630人 主審: 水間絵美 副審: 平泉淳 |
| #834 | 2017年2月11日 13:35 |                                               |                               |                                      | 江戸川スポーツセンター 観客数: 630人 主審: 水間絵美 副審: 平泉淳 |

| #835 | 2017年2月11日 15:40 |                                        |                               |                                               |                                                                      |
| #835 | 2017年2月11日 15:40 | GSS東京サンビームズ （通算ポイント13） | 3 - 0 (25-21) (25-15) (25-20) | 群馬銀行グリーンウイングス （通算ポイント21） | 江戸川スポーツセンター 観客数: 710人 主審: 早坂行博 副審: 有村公美子 |
| #835 | 2017年2月11日 15:40 |                                        |                               |                                               | 江戸川スポーツセンター 観客数: 710人 主審: 早坂行博 副審: 有村公美子 |

#### 2月12日
| #836 | 2017年2月12日 12:00 |                                               |                                       |                                                                 |                                                                    |
| #836 | 2017年2月12日 12:00 | 群馬銀行グリーンウイングス （通算ポイント23） | 3 - 2 (25-23) (25-16) (20-25) (15-12) | プレステージ・インターナショナルアランマーレ （通算ポイント19） | 江戸川スポーツセンター 観客数: 550人 主審: 饗庭和恵 副審: 江藤幸恵 |
| #836 | 2017年2月12日 12:00 |                                               |                                       |                                                                 | 江戸川スポーツセンター 観客数: 550人 主審: 饗庭和恵 副審: 江藤幸恵 |

| #837 | 2017年2月12日 14:50 |                                        |                               |                                      |                                                                    |
| #837 | 2017年2月12日 14:50 | GSS東京サンビームズ （通算ポイント16） | 3 - 0 (25-20) (25-17) (25-22) | 大阪スーペリアーズ （通算ポイント1） | 江戸川スポーツセンター 観客数: 360人 主審: 早坂行博 副審: 細井啓太 |
| #837 | 2017年2月12日 14:50 |                                        |                               |                                      | 江戸川スポーツセンター 観客数: 360人 主審: 早坂行博 副審: 細井啓太 |

#### 2月18日
| #838 | 2017年2月18日 13:00 |                                        |                               |                                                                 |                                                            |
| #838 | 2017年2月18日 13:00 | GSS東京サンビームズ （通算ポイント16） | 0 - 3 (22-25) (17-25) (21-25) | プレステージ・インターナショナルアランマーレ （通算ポイント22） | 浜北総合体育館 観客数: 470人 主審: 八木珠希 副審: 竹上利幸 |
| #838 | 2017年2月18日 13:00 |                                        |                               |                                                                 | 浜北総合体育館 観客数: 470人 主審: 八木珠希 副審: 竹上利幸 |

| #839 | 2017年2月18日 15:05 |                               |                               |                                      |                                                          |
| #839 | 2017年2月18日 15:05 | ブレス浜松 （通算ポイント24） | 3 - 0 (26-24) (25-16) (27-25) | 大阪スーペリアーズ （通算ポイント1） | 浜北総合体育館 観客数: 820人 主審: 大下孝 副審: 鈴木健太 |
| #839 | 2017年2月18日 15:05 |                               |                               |                                      | 浜北総合体育館 観客数: 820人 主審: 大下孝 副審: 鈴木健太 |

#### 2月19日
| #840 | 2017年2月19日 12:00 |                                               |                               |                                                                 |                                                            |
| #840 | 2017年2月19日 12:00 | トヨタ自動車ヴァルキューレ （通算ポイント34） | 3 - 0 (25-16) (25-21) (26-24) | プレステージ・インターナショナルアランマーレ （通算ポイント22） | 浜北総合体育館 観客数: 600人 主審: 片井伴浩 副審: 笠原瑞恵 |
| #840 | 2017年2月19日 12:00 |                                               |                               |                                                                 | 浜北総合体育館 観客数: 600人 主審: 片井伴浩 副審: 笠原瑞恵 |

| #841 | 2017年2月19日 14:00 |                               |                                       |                                               |                                                          |
| #841 | 2017年2月19日 14:00 | ブレス浜松 （通算ポイント27） | 3 - 1 (25-17) (25-13) (24-26) (30-28) | 群馬銀行グリーンウイングス （通算ポイント23） | 浜北総合体育館 観客数: 857人 主審: 大下孝 副審: 佐藤拓男 |
| #841 | 2017年2月19日 14:00 |                               |                                       |                                               | 浜北総合体育館 観客数: 857人 主審: 大下孝 副審: 佐藤拓男 |

#### 2月25日
西尾大会の試合は、男子チャレンジリーグIIと同時開催。
| #842 | 2017年2月25日 13:00 |                                               |                                       |                               |                                                              |
| #842 | 2017年2月25日 13:00 | トヨタ自動車ヴァルキューレ （通算ポイント35） | 2 - 3 (25-23) (20-25) (25-22) (13-15) | ブレス浜松 （通算ポイント29） | 西尾市総合体育館 観客数: 550人 主審: 佐伯昌昭 副審: 竹川美穂 |
| #842 | 2017年2月25日 13:00 |                                               |                                       |                               | 西尾市総合体育館 観客数: 550人 主審: 佐伯昌昭 副審: 竹川美穂 |

大阪大会の試合は、男子チャレンジリーグIIと同時開催。
| #843 | 2017年2月25日 13:00 |                                      |                               |                                               |                                                        |
| #843 | 2017年2月25日 13:00 | 大阪スーペリアーズ （通算ポイント1） | 0 - 3 (22-25) (11-25) (22-25) | 群馬銀行グリーンウイングス （通算ポイント26） | 舞洲アリーナ 観客数: 200人 主審: 岡谷仁 副審: 山尾未来 |
| #843 | 2017年2月25日 13:00 |                                      |                               |                                               | 舞洲アリーナ 観客数: 200人 主審: 岡谷仁 副審: 山尾未来 |

#### 2月26日
西尾大会の試合は、男子チャレンジリーグIIと同時開催。
| #844 | 2017年2月26日 12:00 |                                               |                               |                                        |                                                              |
| #844 | 2017年2月26日 12:00 | トヨタ自動車ヴァルキューレ （通算ポイント38） | 3 - 0 (25-22) (25-17) (25-18) | GSS東京サンビームズ （通算ポイント16） | 西尾市総合体育館 観客数: 450人 主審: 佐伯昌昭 副審: 重岡紀彦 |
| #844 | 2017年2月26日 12:00 |                                               |                               |                                        | 西尾市総合体育館 観客数: 450人 主審: 佐伯昌昭 副審: 重岡紀彦 |

大阪大会の試合は、男子チャレンジリーグIIと同時開催。
| #845 | 2017年2月26日 12:00 |                                      |                                       |                                                                 |                                                        |
| #845 | 2017年2月26日 12:00 | 大阪スーペリアーズ （通算ポイント1） | 1 - 3 (22-25) (23-25) (26-24) (11-25) | プレステージ・インターナショナルアランマーレ （通算ポイント25） | 舞洲アリーナ 観客数: 400人 主審: 岡谷仁 副審: 山尾未来 |
| #845 | 2017年2月26日 12:00 |                                      |                                       |                                                                 | 舞洲アリーナ 観客数: 400人 主審: 岡谷仁 副審: 山尾未来 |

### 最終結果
| 順位   | チーム名                                     | 試合数 | 勝点 | 勝数 | 敗数 | 勝率  | 得セット | 失セット | セット率 | 備考                        |
| ------ | -------------------------------------------- | ------ | ---- | ---- | ---- | ----- | -------- | -------- | -------- | --------------------------- |
| 優勝   | トヨタ自動車ヴァルキューレ                   | 15     | 38   | 13   | 2    | 0.867 | 41       | 13       | 3.154    | V・チャレンジリーグ入替戦へ |
| 準優勝 | ブレス浜松                                   | 15     | 29   | 10   | 5    | 0.667 | 36       | 24       | 1.500    | V・チャレンジリーグ入替戦へ |
| 3      | 群馬銀行グリーンウイングス                   | 15     | 26   | 9    | 6    | 0.600 | 29       | 24       | 1.208    |                             |
| 4      | プレステージ・インターナショナルアランマーレ | 15     | 25   | 8    | 7    | 0.533 | 31       | 27       | 1.148    |                             |
| 5      | GSS東京サンビームズ                          | 15     | 16   | 5    | 10   | 0.333 | 21       | 32       | 0.656    |                             |
| 6      | 大阪スーペリアーズ                           | 15     | 1    | 0    | 15   | 0.000 | 7        | 45       | 0.156    |                             |

### 個人賞
| No. | 賞名             | 受賞者     | 所属チーム                       | 備考                |
| --- | ---------------- | ---------- | -------------------------------- | ------------------- |
| 1   | 最高殊勲選手賞   | 佐藤優花   | トヨタ自動車                     |                     |
| 2   | 敢闘賞           | 徳田亜留美 | 浜松                             |                     |
| 3   | 最優秀新人賞     | 寺坂茜     | 群馬銀行                         |                     |
| 4   | 得点王           | 佐藤綾     | プレステージ・インターナショナル | 総得点=362点        |
| 5   | スパイク賞       | 佐藤優花   | トヨタ自動車                     | 決定率=44.3%        |
| 6   | ブロック賞       | 戸田さやか | プレステージ・インターナショナル | 決定本数=0.64本/set |
| 7   | サーブ賞         | 佐藤綾     | プレステージ・インターナショナル | 効果率=19.8%        |
| 8   | サーブレシーブ賞 | 森寿実子   | プレステージ・インターナショナル | 成功率=69.9%        |

### V・チャレンジリーグ入替戦
チャレンジリーグIの7・8位チームとチャレンジリーグIIの1・2位チームの入替戦（V・チャレンジリーグ入替戦）については、バレーボール2016/17VチャレンジリーグI#Vチャレンジリーグ（入替戦）女子を参照のこと。

## 参考
- 男子大会要綱
- 女子大会要綱
- 【男子】　2016/17 V･チャレンジリーグⅡスケジュール（2016.7.27 現在）
- 【女子】　2016/17 V･チャレンジリーグⅡスケジュール（2016. 8. 4 現在）
- 男子星取表
- 女子星取表
- 2016/17シーズン Vリーグ個人賞 受賞者一覧